# Tage Schultz
Tage Schultz (Kopenhagen, Danska, 16. lipnja 1916. – Kopenhagen, Danska, 2. veljače 1983.) je bivši danski hokejaš na travi.
Na hokejaškom turniru na Olimpijskim igrama 1936. u Berlinu je igrao za Dansku. Danska je ispala u 1. krugu, s jednom neriješenom i jednim porazom je bila zadnja, treća u skupini "B". Odigrao je jedan susret u utješnom krugu, za poredak od 5. do 11. mjesta.
Te 1936. je igrao za klub Orient København.

## Vanjske poveznice
- Profil na Sports Reference.com  Arhivirana inačica izvorne stranice od 19. svibnja 2011. (Wayback Machine)